# Alexy Géza
Alexy Géza (Győr, 1860. június 15. – 1938. december 9.) kereskedő.

## Élete
Már gyermekkorában is érdekelte a kereskedelem, de nem tudta hogy egyszer még híres is lesz kereskedelméről. Győr városának egyik legismertebb és legtehetősebb fűszerkereskedője volt. Tagja volt Győr szabad királyi város törvényhatósági bizottságának is. A kereskedelmi és iparkamara beltagja, a győri Lloyd alelnöke. Elnöke volt továbbá a Fűszerkereskedők Egyesülete győri csoportjának is.
1938. december 9-én hunyt el, életének 78 évében.